# 3393 Штур
3393 Штур (3393 Štúr) — астероїд головного поясу, відкритий 28 листопада 1984 року.
Тіссеранів параметр щодо Юпітера — 3,400.
Названо на честь Людовита Штура, словацького поета, (1815-1856).